# Hans Jørgen Nicolaysen
Hans Jørgen Nicolaysen (* 22. November 1829 in Bergen, Norwegen; † 30. August 1907 ebenda) war ein norwegischer Stillleben-, Genre- und Porträtmaler, Kunstlehrer und Fotograf.

## Leben
Nicolaysen, Sohn des Malermeisters Jonas Nicolaysen aus Bergen und dessen Ehefrau Anne Marie Herlofsen, erhielt bei seinem Vater eine handwerkliche Ausbildung. Der aus Bergen gebürtige Landschafts- und Stilllebenmaler Frants Bøe (1820–1891) machte ihn früh mit der Stilllebenmalerei bekannt. 1853 ging er zu einem Studienaufenthalt nach Kopenhagen. Wegen einer Cholera-Epidemie zog er kurz darauf nach Hamburg, wo er sich ebenfalls nur kurzzeitig aufhielt. 1854 erhielt er ein staatliches Reisestipendium. 1857 reiste er nach Düsseldorf, wo er bei dem Historien- und Porträtmaler Otto Mengelberg Privatunterricht nahm. Wohl aufgrund des Todes seines Vaters und um durch Fortführung der väterlichen Werkstatt die verwitwete Mutter zu unterstützen, kehrte er noch im selben Jahr nach Bergen zurück. Dort versuchte er sich durch Stillleben, Genrebilder und Porträts eine künstlerische Existenz aufzubauen. 1859 begann er als Zeichenlehrer an der öffentlichen Kunstschule in Bergen zu arbeiten, wo er seine Bilder für pädagogische Zwecke einsetzte. 1863 eröffnete er zusammen mit dem Stecher Jahn Emanuel Meyer (1826–1880) unter dem Firmennamen Meyer & Nicolaysen ein Fotoatelier in Bergen, das er bis etwa 1891 alleine weiterführte, als Meyer 1879 schwer erkrankte und bald darauf starb. 1875 hatte er Meyer bereits in dessen Funktion als Zeichenlehrer an der Technischen Schule Bergens abgelöst. 1877 wurde er dort dauerhaft eingestellt. Von 1882 bis 1883 war der Maler Gunnar Berg sein Schüler. Von 1890 bis 1902 diente er dem Kunstverein von Bergen (Bergens kunstforening) als dessen Direktor. Verheiratet war Nicolaysen mit Margrethe Marie, geborene Hofstad (1845–1874), in zweiter Ehe mit Anna Louise (* 1837).

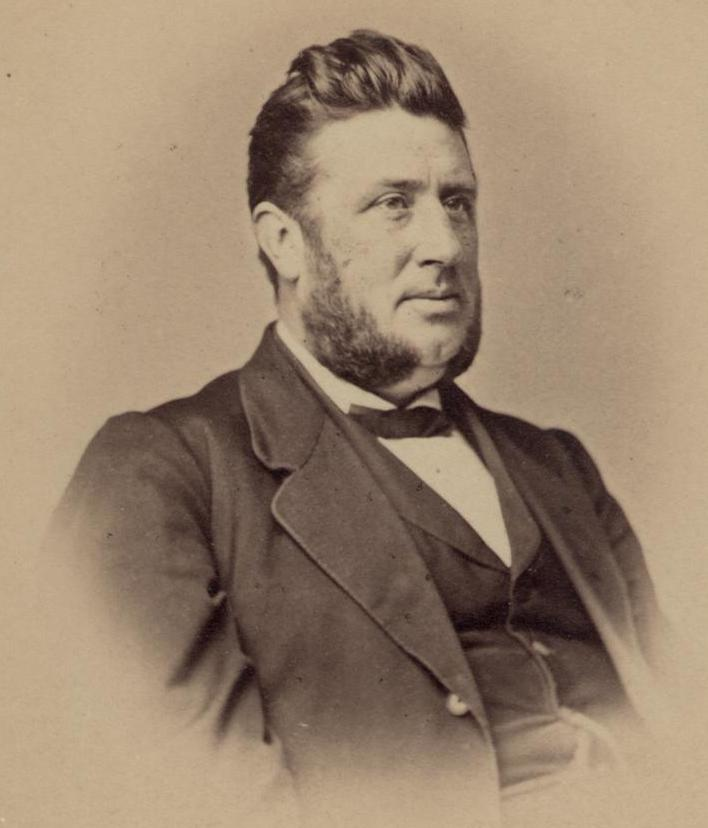
Dr. J.A. Holmboe, Foto von Meyer & Nicolaysen, 1868

In der Malerei erreichte Nicolaysen vor allem durch Stillleben Bedeutung. Als Fotograf schuf er Porträts vieler Künstler, etwa von Carl Bloch, Ferdinand Fagerlin, Carl Gustaf Hellqvist, Jens Adolf Jerichau, Julius Kronberg, August Malmström und Oscar Törnå. Eine Auszeichnung (Medaille) erhielt er als Fotograf auf einer Ausstellung in Stockholm im Jahr 1866. Außerdem nahm er an Ausstellungen in Hamburg (1868) und Kopenhagen (1872) teil. An der Jubiläumsausstellung des Kunstvereins von Bergen (1888) beteiligte er sich ebenfalls.